# Johann Josef Kewer
Johann Josef Kewer (* 25. August 1810 in Bacharach; † 25. April 1903 in Rheinberg) war ein deutscher Notar, Lyriker und Heimatschriftsteller.

## Leben
Kewer besuchte zunächst von 1822 bis 1826 das Progymnasium in Boppard und legte 1830 in Koblenz die Abiturprüfung ab. Zum Wintersemester 1830 immatrikulierte er sich an der Universität Bonn und nahm ein Studium der Rechtswissenschaften auf.
Im August 1848 wurde er zum Notar für den Gerichtsbezirk Neumagen bestellt, zuvor war er in Wadern tätig. Ab 1856 war er in Rheinberg am Niederrhein ansässig und arbeitete dort als Notar. 1880 war er 2. Vorsitzender des Vereins von Geschichtsfreunden und trug den Titel eines Justizrates.
1898 wurde Kewer zum Ehrenbürger von Rheinberg ernannt. Er war Träger des Roten Adlerordens 3. Klasse. Sein Nachlass befindet sich im Stadtarchiv Rheinberg.

## Werk
1828 veröffentlichte er eine Sammlung von Gedichten unter dem Titel Synode des Frühlings. 1830 erschien ein weiterer Band Gedichte, gewidmet seinem Gönner Johann Josef Reiff. Eine Neuausgabe wurde 1834 unter dem Titel Rheinische Lieder veröffentlicht. Der Rezensent in den Blättern für literarische Unterhaltung urteilte darüber: „Ohne Plattheit und Schwulst, aber auch ohne ätherischen Schwung“.
Mehrere von Kewers Gedichten wurden in Zeitschriften abgedruckt, so in Der Wanderer am Rheine und an der Mosel 1834, im Deutschen Musenalmanach 1836 und in Rheinisches Odeon 1839. Außerdem ist er mit Beiträgen in dem von Johann Baptist Wendelin Heydinger herausgegebenen Sammelband Die Eiffel (1853) vertreten.
Sein Text Ein Lied vom Moselwein wurde 1885 von Wilhelm Schauseil vertont.